# Domaine de Tsuyama

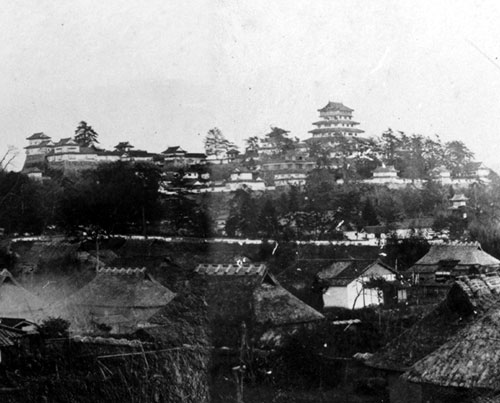
Château de Tsuyama en 1872.

Le domaine de Tsuyama  (津山藩, Tsuyama-han) est un domaine féodal japonais de l'époque d'Edo situé dans la province de Mimasaka, aujourd'hui préfecture d'Okayama.

## Histoire
En 1600, le territoire du futur domaine de Tsuyama fait partie du territoire dirigé d'Okayama par Kobayakawa Hideaki, mais comme Hideaki meurt sans héritier en 1602, le domaine est confisqué par le shogunat.
En 1603, Mori Tadamasa, le plus jeune frère de Mori Ranmaru, page d'Oda Nobunaga, est déplacé du domaine de Kawanakajima à Tsuyama et se voit donner des terres d'une valeur de 186 500 koku. Jusqu'alors connu sous le nom de Tsuruyama, le domaine s'appelle « Tsuyama » avec l'arrivée de Tadamasa. Celui-ci fait construire la jōkamachi (ville-château) et développe les activités du domaine. En 1697, le clan Mori est expulsé de Tsuyama et, l'année suivante, le domaine est attribué à Nobutomi Matsudaira, un petit-fils de Yūki Hideyasu. Le clan Matsudaira reste à Tsuyama jusqu'en 1871, date de l'abolition du système han. 
Matsudaira Naritami, l'un des derniers daimyos du domaine, devient très connu au niveau national car il est fils de Ienari Tokugawa et très actif dans la gestion des affaires de la famille Tokugawa après 1868. Naritami est aussi connu sous le nom de Kakudō Matsudaira.
En 1871, le domaine de Tsuyama devient préfecture de Tsuyama avant de devenir préfecture de Hōjō puis préfecture d'Okayama jusqu'à aujourd’hui.

## Liste des daimyos
- Clan Mōri (Genji), 1603-1697 (tozama daimyo  ; 186 500 koku)

|   | Nom                     | Dates     |
| - | ----------------------- | --------- |
| 1 | Mori Tadamasa (森忠政)  | 1603-1634 |
| 2 | Mori Nagatsugu (森長継) | 1634-1674 |
| 3 | Mori Nagatake (森長武)  | 1674-1686 |
| 4 | Mori Naganari (森長成)  | 1686-1697 |
| 5 | Mori Atsutoshi (森衆利) | 1697      |

- Clan Matsudaira 1698-1871 (shinpan daimyo ; 100 000 → 50 000 → 100 000 koku[2])

|   | Nom                             | Dates     |
| - | ------------------------------- | --------- |
| 1 | Matsudaira Nobutomi (松平宣富)  | 1698-1721 |
| 2 | Matsudaira Asagorō (松平浅五郎) | 1721-1726 |
| 3 | Matsudaira Nagahiro (松平長熙)  | 1726-1735 |
| 4 | Matsudaira Nagataka (松平長孝)  | 1735-1762 |
| 5 | Matsudaira Yasuchika (松平康哉) | 1762-1794 |
| 6 | Matsudaira Yasuharu (松平康乂)  | 1794-1805 |
| 7 | Matsudaira Naritaka (松平斉孝)  | 1805-1831 |
| 8 | Matsudaira Naritami (松平斉民)  | 1831-1855 |
| 9 | Matsudaira Yoshitomi (松平慶倫) | 1855-1871 |

## Source de la traduction
- (en) Cet article est partiellement ou en totalité issu de l’article de Wikipédia en anglais intitulé « Tsuyama Domain » (voir la liste des auteurs).